# Agnes Morgan
Agnes B. Morgan (Le Roy, 31 de octubre de 1879 - San Bernardino, 25 de mayo de 1976) fue directora, dramaturga, actriz y productora teatral. Es más conocida por su asociación con Neighborhood Playhouse, donde fue directora y desempeñó muchos otros roles.

## Trayectoria
Morgan nació en Le Roy, Nueva York, hija de  Sarah L. Cutler Morgan, profesora, y Frank H. Morgan, editor. Estudió en el Radcliffe College, donde se licenció en 1901 y realizó un Master en Artes en 1903. En 1904 asistió al Taller 47 de George Pierce Baker en la Universidad de Harvard.
Fue contratada en la Neighborhood Playhouse por recomendación de una de las profesoras de Playhouse, Sarah Cowell Le Moyne, que conocía a Helen Arthur (quien se convirtió en compañera de Morgan).Lewisohn describió a Morgan como una persona serena, seria y observadora. Al hablar de las hermanas Lewisohn, quienes junto con Morgan y Helen Arthur fundaron el Playhouse, Lewisohn destacó que nunca antes había presenciado cómo cinco personas con personalidades tan diversas trabajaban en conjunto con tal armonía.
Al hablar de dos comedias, Great Catherine: Whom Glory Still Adores de Shaw y The Queen's Enemies de Lord Dunsany, Crowley recordó que el dinamismo en ambas producciones se atribuyó en gran medida a la hábil dirección de Agnes Morgan. La experiencia de dirigir Great Catherine pudo haber representado un paso crucial en el desarrollo profesional de Morgan, allanando el camino para su destreza en el manejo del burlesque, lo que posteriormente generó una moda contagiosa en Grand Street y Broadway a través de las Grand Street Follies.

Crowley describió a Morgan como una parte esencial de Playhouse:
Los aprendices de Agnes Morgan eran el equipo de escena, un cuerpo vecinal de asistentes de propiedad, cambiadores de escena y pintores. Pero su facilidad técnica era tal que estaba en todas partes del teatro, combinando una colección de funciones cuya mera mención impulsaría a cualquier "yo mismo". "respetante" miembro del sindicato teatral de hoy en decadencia. Habilidosa como actriz, desempeñó un papel ocasional; desarrolló el aspecto técnico de la iluminación y tenía un don instintivo para la dirección, así como para la función de directora de escena. Como amateur respondió a cualquier necesidad de producción mientras desarrollaba su carrera profesional como dramaturga.
Las Grand Street Follies, un espectáculo que incluía un burlesque interno en el Neighborhood Playhouse. Tras la sugerencia de Lewisohn, el burlesque fue abierto a los suscriptores, una idea inspirada por Agnes Morgan y Helen Arthur. En la siguiente temporada, el personal del teatro estaba preocupado por igualar el éxito anterior. Sin embargo, se demostró que Agnes Morgan tenía un genio especial para la sátira brillante, lo que llevó a un éxito aún mayor que en temporadas anteriores.
Morgan dirigió treinta y una de las cuarenta y cuatro obras de teatro montadas en el Neighborhood Playhouse entre 1915 y su cierre en 1927, además de espectáculos de danza y festivales. Después del cierre de Playhouse, formó su propia compañía, originalmente compartiendo el nombre de Grand Street Follies anual y luego llamada Actor-Managers, Inc., que existió hasta 1939. Dirigió ocho obras en Broadway entre 1927 y 1935 así como tres obras para el Federal Theatre Project. En 1931 escribió la obra If Love Were All bajo el seudónimo de Cutler Hatch y también la puso en escena.
En 1940, Morgan se convirtió en directora asociada del Paper Mill Playhouse en Millburn, Nueva Jersey, cargo que ocupó hasta 1972.
Agnes Morgan conoció a su pareja, la abogada Helen Arthur, mientras trabajaba en Neighborhood Playhouse. Arthur falleció antes que Morgan el 10 de diciembre de 1939.
Morgan murió el 25 de mayo de 1976 en San Bernardino, California.

## Producciones teatrales de Broadway
Información de la base de datos de Internet Broadway.
| Year | Title                    | Function                    |
| ---- | ------------------------ | --------------------------- |
| 1913 | The Man With Three Wives | coautora del libro          |
| 1922 | Back to Methuselah       | escenografía 2 parte        |
| 1922 | R.U.R.                   | directora                   |
| 1925 | The Legends of the Dance | autora, escenografía        |
| 1927 | Lovers and Enemies       | escenografía                |
| 1927 | If                       | escenografía                |
| 1928 | Maya                     | escenografía                |
| 1928 | The Grand Street Follies | libro, letras, escenografía |
| 1929 | Ruth Draper              | directora de escena         |
| 1929 | The Grand Street Follies | libro, letras, escenografía |
| 1931 | If Love Were All         | escritora, escenografía     |
| 1936 | American Holiday         | escenografía                |
| 1936 | Class of '29             | escenografía                |
| 1937 | A Hero is Born           | letras, escenografía        |
| 1942 | Papa is All              | directora                   |
| 1942 | I Killed the Count       | escenografía, productora    |

## Producciones del Neighborhood Playhouse
Información de Alice Lewisohn Crowley, Neighborhood Playhouse.
| Year | Title                                  | Function                                         |
| ---- | -------------------------------------- | ------------------------------------------------ |
| 1912 | The Shepherd                           | codirectora                                      |
| 1915 | Tethered Sheep                         | directora                                        |
| 1915 | The Glittering Gate                    | directora                                        |
| 1915 | The Maker of Dreams                    | codirectora                                      |
| 1915 | Captain Brassbound’s Conversion        | directora                                        |
| 1915 | The Waldies                            | codirectora (con Alice Lewisohn)                 |
| 1916 | The Subjection of Kezia                | directora                                        |
| 1916 | A Night at an Inn                      | directora                                        |
| 1916 | Great Catherine                        | directora                                        |
| 1916 | The Inca of Perusalem                  | directora                                        |
| 1916 | The Queen's Enemies                    | codirectora (con Alice Lewisohn)                 |
| 1916 | Black ‘Ell                             | codirectora (con Alice Lewisohn)                 |
| 1917 | A Sunny Morning                        | codirectora (con Alice Lewisohn)                 |
| 1917 | The People                             | directora                                        |
| 1917 | Pippa Passes                           | codirectora (con Alice Lewisohn)                 |
| 1918 | Fortunato                              | codirectora (con Alice Lewisohn)                 |
| 1918 | Free                                   | directora                                        |
| 1918 | Guibour                                | directora                                        |
| 1918 | The Eternal Megalosaurus               | directora                                        |
| 1919 | The Noose                              | directora                                        |
| 1919 | Everybody’s Husband                    | codirectora (con Alice Lewisohn)                 |
| 1920 | Innocent and Annabel                   | directora                                        |
| 1921 | The Madras House                       | codirectora (con Alice Lewisohn)                 |
| 1922 | The Suicides of the Rue Sombre         | directora                                        |
| 1922 | The Grand Street Follies of 1922       | codirectora (con Helen Arthur)                   |
| 1922 | The Little Legend of the Dance         | argumento                                        |
| 1923 | This Fine-Pretty World                 | codirectora (con Alice Lewisohn)                 |
| 1924 | The Grand Street Follies (1924)        | libro, letras; co-escenografa (con Helen Arthur) |
| 1924 | The Little Clay Cart                   | adaptación, codirectora (con Irene Lewisohn)     |
| 1924 | Exiles                                 | directora                                        |
| 1925 | The Critic                             | codirectora (con Ian Maclaren)                   |
| 1925 | The Grand Street Follies (3rd edition) | libros, letras                                   |
| 1926 | The Romantic Young Lady                | directora                                        |
| 1926 | The Grand Street Follies (4th edition) | libro, letras, escenografía                      |
| 1926 | The Lion Tamer                         | directora                                        |
| 1927 | The Grand Street Follies (5th edition) | bocetos, letras                                  |